# Santiago Iván González
Santiago Iván González (General Pacheco, Argentina; 3 de mayo de 2003) es un futbolista argentino. Juega de centrocampista y su equipo actual es el CA Tigre de la Primera División de Argentina.

## Trayectoria
Formado en las inferiores del CA Tigre, firmó su primer contrato profesional en el club en enero de 2024. Debutó en el primer equipo el 29 de marzo en la victoria por 4-1 sobre Belgrano en la Copa de la Liga Profesional.

## Estadísticas
Actualizado al último partido disputado el 28 de marzo de 2025.
| Club               | Div.          | Temporada     | Liga  | Liga  | Copas nacionales | Copas nacionales | Copas internacionales | Copas internacionales | Total | Total |
| Club               | Div.          | Temporada     | Part. | Goles | Part.            | Goles            | Part.                 | Goles                 | Part. | Goles |
| ------------------ | ------------- | ------------- | ----- | ----- | ---------------- | ---------------- | --------------------- | --------------------- | ----- | ----- |
| CA Tigre Argentina | 1.ª           | 2024          | 24    | 1     | 0                | 0                | —                     | —                     | 24    | 1     |
| CA Tigre Argentina | 1.ª           | 2025          | 11    | 0     | 1                | 0                | —                     | —                     | 12    | 0     |
| CA Tigre Argentina | Total club    | Total club    | 35    | 1     | 1                | 0                | 0                     | 0                     | 36    | 1     |
| Total carrera      | Total carrera | Total carrera | 35    | 1     | 1                | 0                | 0                     | 0                     | 36    | 1     |